# Dmitri Píssarev
Dmitri Ivànovitx Píssarev (rus: Дмитрий Иванович Писарев; 14 d'octubre [C.J. 1840] de 10 a Znàmenskoie, uiezd de Ielets gubèrnia d'Oriol, Imperi Rus; † 16 de juliol [C.J. 4 de juliol] de 1868 a Dubulti, gubèrnia de Livònia, Imperi Rus) fou crític literari, filòsof i crític social rus. És considerat com el més important pioner de nihilisme rus. És considerat el "tercer", després de Txernixevski i Dobrolíubov, gran crític rus de la dècada del 1860.

## Vida
Píssarev va estudiar filosofia i literatura de la Universitat de Sant Petersburg. Pel seu treball de graduació sobre Apol·loni de Tíana se li va concedir una medalla de plata.
Va començar la seva activitat històricoliterària amb estudis sobreIvan Gontxarov i Ivan Turguénev. En un atac de megalomania Píssarev va començar a estudiar Homer per provar un de les seves "idees titàniques" sobre el destí dels antics. La mania va acabar amb una veritable malaltia mental; Píssarev fou internat en un hospital psiquiàtric. Aquí va intentar suïcidar-se en dues ocasions i després de 4 mesos, va fugir. Va ser portat al camp; el seu estat de salut va millora, però algunes "rareses i excentricitats" (expressió de Skabitxevski) es van mantenir fins al final de la seva vida.
El 1859 va dirigir el departament bibliogràfic de la revista "Alba" rus: Рассвет Rassvet), editada per Valerian Krempin. El 1861-1866 va ser el principal crític i líder ideològic de la revista "Paraula russa" rus: Ру́сское сло́во Rússkoie slovo). Va escriure un article-proclama titulat "Sobre el fulletó de Schédo-Ferroti", on criticava el diplomàtic rus baró Theodor von Fircks i el seu pseudònim ("Schédo-Ferroti") i on feia una crida a l'enderrocament de l'autocràcia
| « | L'enderrocament de la dinastia regnant dels Romànov i el canvi del sistema polític i social és l'únic objectiu i l'esperança de tots els ciutadans honestos de Rússia (...) La reconciliació en aquesta lluita no pot existir: "Al costat del govern només hi ha mediocres... Al costat de la gent hi ha tot allò que és jove i fresc, tot allò que és capaç de pensar i actuar"." | » |

Per aquest motiu va romandre a la presó durant més de 4 anys; tanmateix, la seva activitat d'escriptor no es va aturar; ans al contrari, es va desenvolupar encara més enèrgicament, ja que era l'únic entreteniment del presoner.
Segons Gueorgui Plekhànov, Píssarev va passar els millors anys de la seva vida a la fortalesa presó de Sant Pere i Sant Pau. Píssarev fou un d'aqueslls escriptors que va predir la tendència democràtica i revolucionària a Rússia durant la dècada de 1860. La següent generació de russos, que hauria d'influir decisivament en la revolució russa de 1905 i la revolució de febrer de 1917, va reconèixer els mèrits de Pissarev.
Dmitri Píssarev també va obtenir el mèrit de donar suport a les ciències naturals russes, especialment a la biologia. En aquest sentit, va promoure la carrera del seu jove compatriota Ivan Pàvlov.
L'objectiu principal de Píssarev era superar la pobresa i la misèria massiva a Rússia a través d'una transformació revolucionària. Va articular aquest desig en treballs filosòfics, assaigs crítics literaris i anàlisis de la història familiar.
Al seu entorn pertanyien el crític literari, periodista, filòsof materialista i revolucionari demòcrata Nikolai Dobroliúbov, el publicista econòmic Nikolai Txernixevski, que va donar el seu nom al cercle Txernixevski, el matemàtic i revolucionari Piotr Lavrov i l'anarquista, geògraf i escriptor, Piotr Kropotkin.
Txernixevski va ser detingut en una sola cel·la al costat de Píssarev a la fortalesa de Sant Pere i Sant Pau. Els "excepcionalment fèrtils literats" van publicar els seus articles als diaris de tendència esquerrana Sovreménnik ("El Contemporani", fundat per Puixin el 1836) i Rússkoie slovo ("Paraula russa"). Durant la seva fase d'impacte, que havia de ser influent per al desenvolupament ulterior de la seva terra natal, no se'ls coneixia fora de Rússia.
Com a crític literari, es va manifestar especialment en contra de les obres d'Aleksandr Puixkin, del qual va tractar de provar que la seva obra estava buida de contingut i alienada de la realitat russa. Finalment, l'actitud generalment naturalista de Písssarev va influenciar tota una generació de la crítica literària russa: "L'obra artística literària havia de ser socialment útil en primer lloc"
Píssarev també va abocar damunt Louis Pasteur "el bol de la seva ira", perquè havia refutat experimentalment la teoria de l'emergència espontània de la vida del llot original". Aquest fanatisme no científic, en combinació amb aquest mig-coneixement, fins i tot va superar Aleksandr Herzen, que era proper al jove moviment i posteriorment va publicar un article titulat Sobre el diletantisme en la ciència
Un altre important paper que jugà Píssarev és el cas de la recepció de les afirmacions científiques de Charles Darwin a la seva obra L'origen de les espècies. A diferència de la maldestra traducció dels professor de botànica Serguei Raixinski,les detallades descripcions científiques del qual anaven només adreçades a un petit cercle d'erudits, la pròpia i radical interpretació de Píssarev, que va preparar durant els dos últims anys d'estada a la fortalesa presó, i va publicar l'any 1864 a Rússkoie Slovo, li va aportar un nombre significativament més gran de lectors: "Segons Torsten Rüters, no obstant això, va fer popular el "darwinisme lamarckià a Rússia", perquè es va perdre la" novetat essencial de la idea de Darwin - l'enclavament de la variabilitat i selecció explicant la "conveniència en el món de l'organisme com a adaptació mediambiental dels organismes provocada per la intencionalitat conscient i l'esforç voluntari". Les seves observacions van ser concebudes com una arma ideològica en els debats de la dècada de 1860 sobre la renovació de la societat russa".

A l'estiu de 1868, Píssarev, la seva cosina segona Markò Vovtxok, el nou objecte de la seva passió, i el seu fill, van anar al Golf de Riga a banyar-se al mar. Mentre es banyava, Píssarev morí ofegat en estranyes circumstàncies. Està enterrat al cementiri de Vólkovo de Sant Petersburg.

## Recepció per Lenin
Lenin va utilitzar diverses cites detallades de Pissarev, Per exemple, en el cinquè capítol de la seva obra principal de 1902 Què fer? (rus: Что делать? transliterat Txto delat?) així com en el text de comparació, i a les seves notes manuscrites en el manuscrit original.
Només de pensar en aquestes preguntes amenaçadores em donen eriçons i mire on podria
amagar-me. Intentaré fer-ho darrere de Píssarev.
“Hi ha disparitats i disparitats [escrivia Píssarev a propòsit de l'existent entre els somnis i la
realitat]. Els meus somnis poden avançar-se al curs natural dels esdeveniments o bé desviar-se
cap a on el curs natural dels esdeveniments no pot arribar mai. En el primer cas, els somnis
no produeixen cap dany, inclús poden sostindre i reforçar les energies del treballador... En
somnis d'aquesta índole no hi ha res que deforme o paralitze la força de treball. Tot el contrari.
Si l'home estiguera privat per complet de la capacitat de somiar així, si no poguera avançar-se
de tant en tant i contemplar amb la seua imaginació el quadre enterament acabat de l'obra
que comença a perfilar-se per la seua mà, no podria figurar-me de cap mode quins mòbils
l'obligarien a començar i portar a terme vastes i penoses empreses en el terreny de les arts, de
les ciències i de la vida pràctica... La disparitat entre els somnis i la realitat no produeix cap
dany, sempre que el somiador crega seriosament en un somni, pare atenció atentament a la
vida, compare les seues observacions amb els seus castells en l'aire i, en general, treballe a
consciència per tal que es complisquen les seues fantasies. Quan hi ha algun contacte entre
els somnis i la vida, tot va bé”.